# Felletin
Felletin é uma comuna francesa na região administrativa da Nova Aquitânia, no departamento de Creuse. Estende-se por uma área de 13,74 km². Em 2010 a comuna tinha 1 740 habitantes (densidade: 126,6 hab./km²).